# Берлинская высшая школа музыки
Королевская академическая высшая школа музыки (нем. Königlichen Akademischen Hochschule für Musik) — немецкая консерватория, работавшая в Берлине. Была учреждена в 1869 году, и для руководства ею был приглашён в Берлин из Ганновера Йозеф Иоахим, возглавлявший консерваторию до конца жизни.
В 1888 году в составе школы было создано Общество старинной музыки, включавшее в себя Музей музыкальных инструментов, в короткий срок — особенно после приобретения в 1902 году исключительной по значению коллекции Сезара Снука (1145 инструментов) при финансовой поддержке императорской семьи — превратившийся в один из крупнейших собраний Европы (в 1935 году передан в новосозданный Государственный институт музыкознания).
В начале XX века Берлинская высшая школа музыки пользовалась репутацией достаточно консервативного учебного заведения, хотя и этот период был отмечен определёнными свершениями: так, в 1912 году Ванда Ландовска открыла в ней первый в новейшей истории класс клавесина. В 1920 году выдающийся организатор германской музыкальной жизни Лео Кестенберг произвёл кардинальную реформу, организовав назначение на пост директора школы прогрессивно настроенного Франца Шрекера, вслед за которым в круг преподавателей вошли многие выдающиеся музыканты. В 1920-е годы класс композиции в ней вёл Пауль Хиндемит. Школа, однако, сильно пострадала от аризации после 1933 года.
Начиная с середины 1960-х гг. Берлинская высшая школа музыки (нем. Musikhochschule Berlin) пережила период реорганизаций и объединений: в 1964 году в её состав была включена Школа драматического искусства, основанная Максом Рейнхардтом, в 1966 году она объединилась с Городской консерваторией (бывшая Консерватория Штерна), в 1975 году вошла в состав Высшей школы искусств (Hochschule der Künste), которая в 2001 году была переименована в Университет искусств (Universität der Künste).

## Директора
- Йозеф Иоахим (1869—1907)
- Герман Кречмар (1909—1920)
- Франц Шрекер (1920—1932)
- Георг Шюнеман (1932—1933)
- Фриц Штайн (1933—1945)
- Вернер Эгк (1950—1953)
- Борис Блахер (1953—1971)
- Хельмут Ролофф (1971—1975)

## Известные преподаватели
- Карл Генрих Барт
- Хуго Беккер
- Ферруччо Бузони
- Вальтер Гмайндль
- Леонид Крейцер
- Георг Куленкампф
- Анри Марто
- Эгон Петри
- Макс Росталь
- Эрнст Фридрих Карл Рудорф
- Отто Таубман
- Эмануэль Фойерман
- Карл Флеш
- Карл Халир
- Людвиг Хёльшер
- Пауль Хиндемит
- Рейнхард Шварц-Шиллинг
- Густав Шек
- Арнольд Шёнберг
- Артур Шнабель
- Макс Штруб
- Йенс Петер-Майнц
- Вольфганг Эмануель Шмидт
- Данжуло Ишизака
- Пауль Вешке

## Известные выпускники
- Виктор Бабин
- Витя Вронски
- Бруно Лукк
- Фердинанд Ляйтнер
- Энрико Майнарди
- Энно Поппе
- Синъити Судзуки
- Грете Султан
- Серджиу Челибидаке
- Клаус Эгге
- Макс Раабе